# 田中信生
田中 信生（たなか のぶお、1943年 - ）は、日本の牧師・カウンセラー。カウンセリングスクールを開校している。著書も多数。また、全国各地で一般向けの講演会や、学校、企業等への講演活動も行っている。

## 経歴
1943年東京都生まれ。東京聖書学校卒業、米国オークランド市立大学を卒業 (文学士号心理学専攻)。アズベリー神科大学院大学博士前期課程修了 <M.Div. (神学修士)、M.A. in counseling psychology (文学修士相談心理学専攻)>。その後合同メソジスト・ビンセンス教会（インディアナ州）で牧師をしていたが、1976年に帰国し、山形県米沢市を拠点に宣教活動をはじめる。カリフォルニア神学大学院日本校にて博士後期課程修了 <Ph.D. in theology (学術博士神学専攻)>。国内外各所にて教派を超えての礼拝を行い数々のゴスペル・ハウスを立ち上げ、また日本各地でトータル・カウンセリング・スクールを開校しカウンセラーの育成を行い、多数の著書も刊行する。

## 現在
- 単立: 単立米沢興譲教会牧師。
- トータル・カウンセリングスクール主宰

## カウンセラー
神経症や拒食症、不登校など数多くの心病む人へのカウンセリングを行う。
現講師の金藤晃一は不登校から田中のカウンセリングにより立ち直った経歴を持っている。
尚絅学院大学元教授の八巻正治や、ラブリー・チャペル元牧師は自著の中で「カウンセリングが専門の非常にすぐれた牧師先生」と評している。
心理カウンセラー今野陽悦は自身のブログにて、未成年時に田中のテープを聞いたことによりカウンセラーを志したと述べている。
ミリオンセラー作家である野口嘉則は、田中が主催するトータル・カウンセリングスクールで学んでいたことを公表しており、自身の発信やメディア上において田中の言葉をたびたび引用している。

## 著書
- 『すてきな自分に出会える法則』（PHP研究所）ISBN 9784569702070
- 『そのままのあなたが素晴らしい』（ダイヤモンド社）ISBN 4478700966
- 『掌の中の幸せ』（潮文社）1997 ISBN 978-4-8063-1307-6
- 『生活の処方箋1・2』（一元社）ISBN 4900692018, 4900692026
- 『輝いて生きるために1・2』（一元社）ISBN 4900692034, 4900692042
- 『人の心の深みを知る～カウンセリングの現場から～』（一粒社）ISBN 487277065X